# Джон Гердон
Сер Джон Гердон (англ. Sir John Gurdon, нар. 2 жовтня 1933, Діппенгал, Гемпшир, Велика Британія) — британський біолог, лауреат нобелівської премії з медицини за 2012 рік (спільно з японським ученим Сін'я Яманака) «за праці в галузі біології розвитку та отримання індукованих стовбурових клітин».

## Біографія
Джон Гердон народився 2 жовтня 1933 року в Великої Британії. Після навчання в Ітонському коледжі він вступив до коледжу Крайст Черч Оксфордського університету, де спочатку вивчав антикознавство, але згодом переключився на зоологію. Його дисертація на здобуття ступеня PhD була присвячена трансплантації ядер клітин шпорцевих жаб.
Наукову діяльність Гердон продовжив у Каліфорнійському технологічному інституті. У 1962–1971 роках він працював на кафедрі зоології Оксфордського університету. У 1971–1983 роках Гердон працював в Лабораторії молекулярної біології Кембриджського університету.
З 1983 року по теперішній час він є співробітником кафедри зоології Кембриджського університету. 1989 року Гердон заснував в Кембриджі Інститут клітинної біології та онкології й до 2001 року обіймав посаду його керівника. У 1991–1995 роках він був членом Наффілдского ради з біоетики. У 1994–2002 роках Гердон був магістром коледжу Магдалени Кембриджського університету.

## Дослідницька робота

### Трансплантація ядер
1958 року Гердон, що працював у той час в Оксфордському університеті, провів успішне клонування жаби з використанням інтактних клітинних ядер пуголовків.
Ця робота стала важливим розвитком дослідження з трансплантації ядер в клітинах бластул, проведеного Бріггсом та Кінгом 1952 року.
Результати експериментів Гердон привернули увагу наукової спільноти, а розроблені ним методи використовуються досі. 1963 року британський біолог Джон Голдейн, описуючи результати досліджень Гердон, був одним з перших, хто застосував термін «клон» відносно до тварин.

### Експресія мРНК
Гердон одним з перших став використоввувати яйцеклітини та ооцити шпорцевих жаб в трансляції матричної рибонуклеїнової кислоти.

### Останні дослідження
Останні дослідження, проведені Гердоном, були присвячені аналізу міжклітинних сигнальних факторів, задіяних при диференціюванні клітин, і тлумаченню механізмів перепрограмування ядер в експериментах з трансплантації, включаючи метилювання трансплантованої ДНК.

## Визнання та нагороди
1971 року Гердон став членом Лондонського королівського товариства. 1995 року він одержав лицарський титул. 2004 року інститут клітинної біології та онкології, що знаходиться під патронажем організацій Wellcome Trust та Cancer Research UK, був перейменований на Гердонський інститут. 1989 року Гердон отримав премію Вольфа, 2009 року — премію Ласкера з медицини, а 2012 року — Нобелівську премію з фізіології і медицини.